# Villalba de la Sierra
Villalba de la Sierra è un comune spagnolo di 509 abitanti situato nella comunità autonoma di Castiglia-La Mancia.

## Monumenti e luoghi d'interesse
- Nei dintorni della località, si trova la cosiddetta "Ciudad Encantada" ("Città Incantata"), un famoso sito geologico.